# Кисть (соцветие)

Схема строения кисти

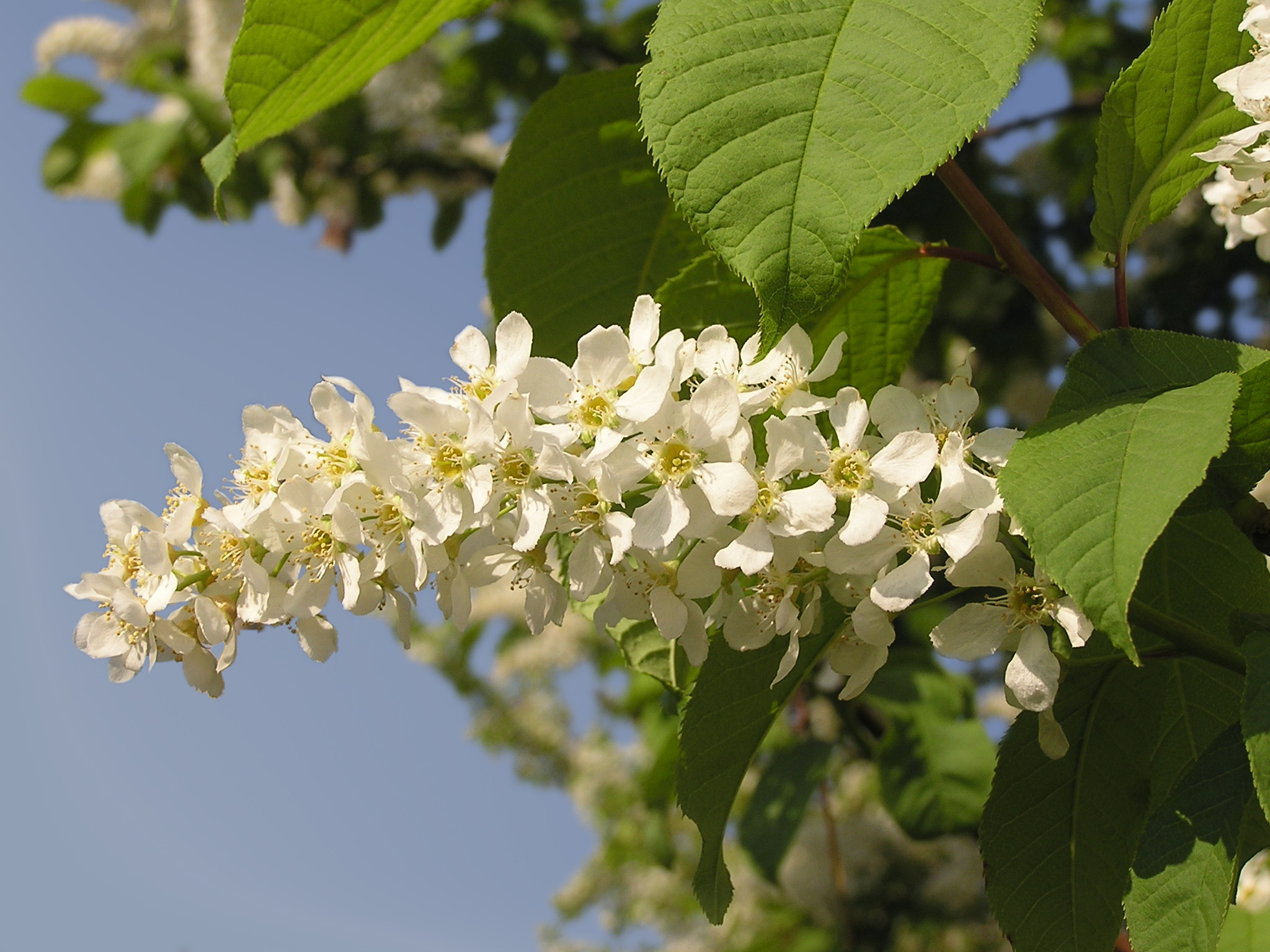
Кисть черёмухи обыкновенной

Кисть (лат. bótrys) — моноподиальное простое соцветие, у которого на вытянутой главной оси расположены сидящие в пазухах прицветников отдельные цветки на цветоножках примерно одинаковой длины. Цветки, собранные в кисть, развиваются от основания к вершине. Имеет как простое, так и сложное строение.
Кисть характерна для иван-чая, ландыша, черёмухи, сурепки, люпина и других капустных. У некоторых растений цветки расположены с одной стороны оси, то есть образуется односторонняя кисть (например, у ландыша).
Внешний вид кисти может сильно изменяться: она бывает фрондозной (фиалка трёхцветная), брактеозной (черёмуха), фрондозно-брактеозной (иван-чай), голой , открытой (гиацинт) и закрытой (колокольчик персиколистный), многоцветковой (вероника) и одноцветковой (горох посевной).

## Классификация по характеру прицветников
По наличию и характеру прицветных листьев (прицветников) кисти могут быть:
- Эбрактеозные, или голые — кисти, в которых прицветники редуцированы (например, дикая редька, пастушья сумка, сурепка обыкновенная и другие капустные).
- Брактеозные[4] — соцветия, в которых прицветники очень специализированы, иногда редуцированы до мелких чешуек, разделены или рассечены — представлены чешуевидными листьями верховой формации — брактеями[4] (например, черёмуха, ландыш, сирень, вишня).
- Фрондозные[4] (лат. frondis — листва, листья, зелень), или облиственные — кисти, в которых прицветники имеют хорошо развитые пластинки (например, фуксия, фиалка трёхцветная, вербейник монетчатый).
- Фрондозно-брактеозные — промежуточная форма (например, иван-чай).

Эбракцеозная (голая) кисть
Брактеозная кисть
Фрондозно-брактеозная кисть
Фрондозная кисть

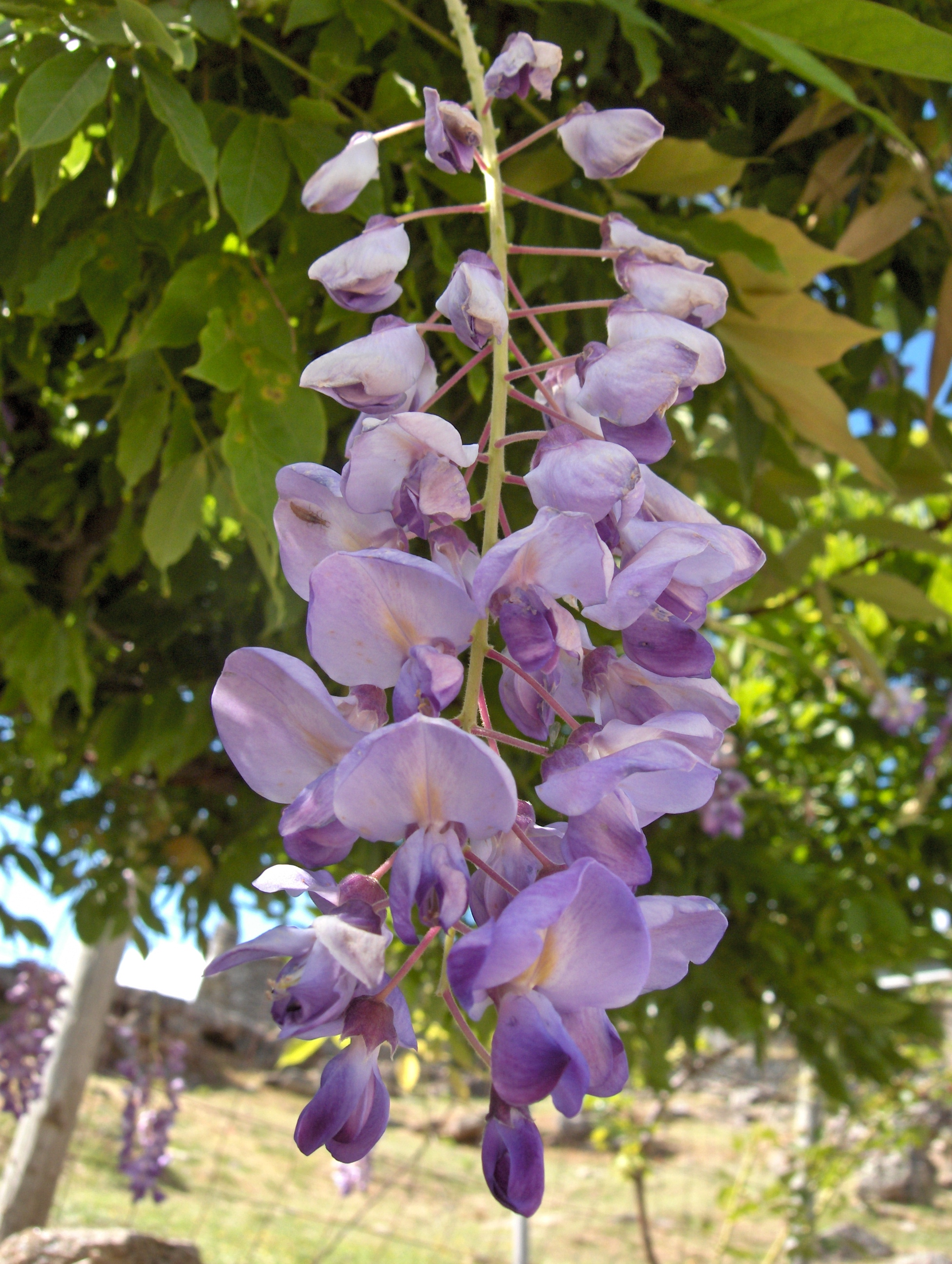
Эбракцеозная (голая) кисть у глицинии китайской (Wisteria sinensis)
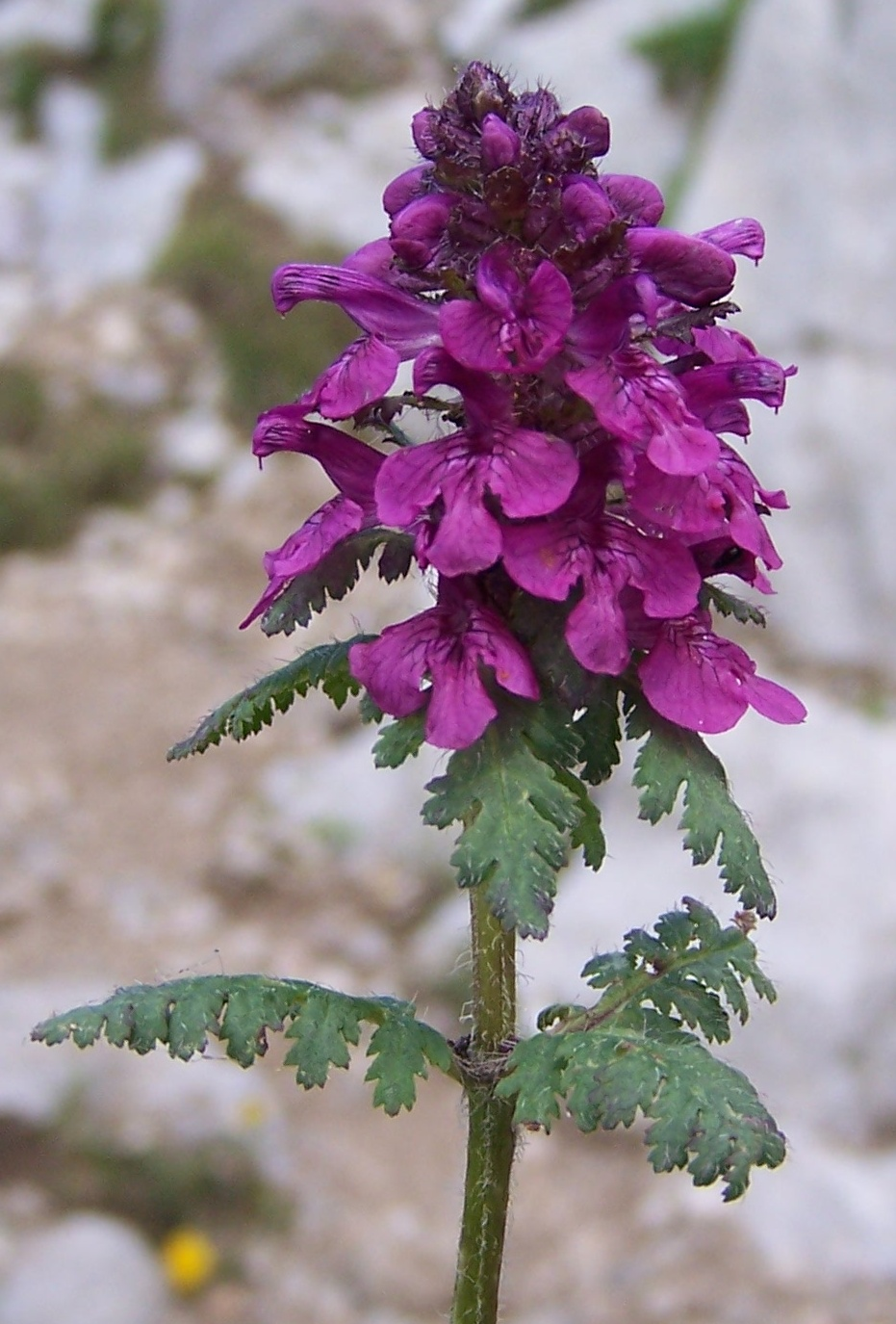
Брактеозная кисть у мытника мутовчатого (Pedicularis verticillata)
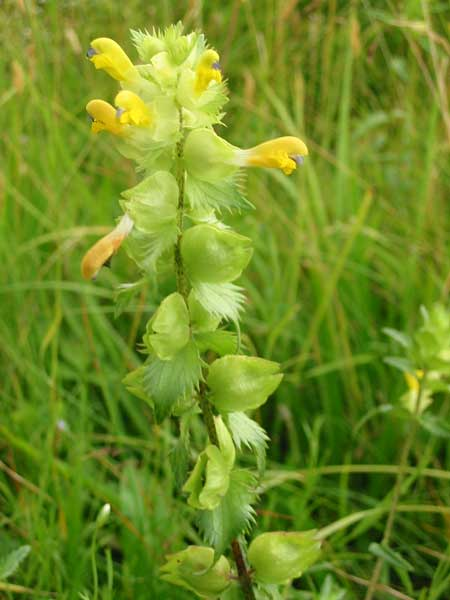
Фрондозно-баркеозная кисть у погремка узколистного (Rhinanthus angustifolius)
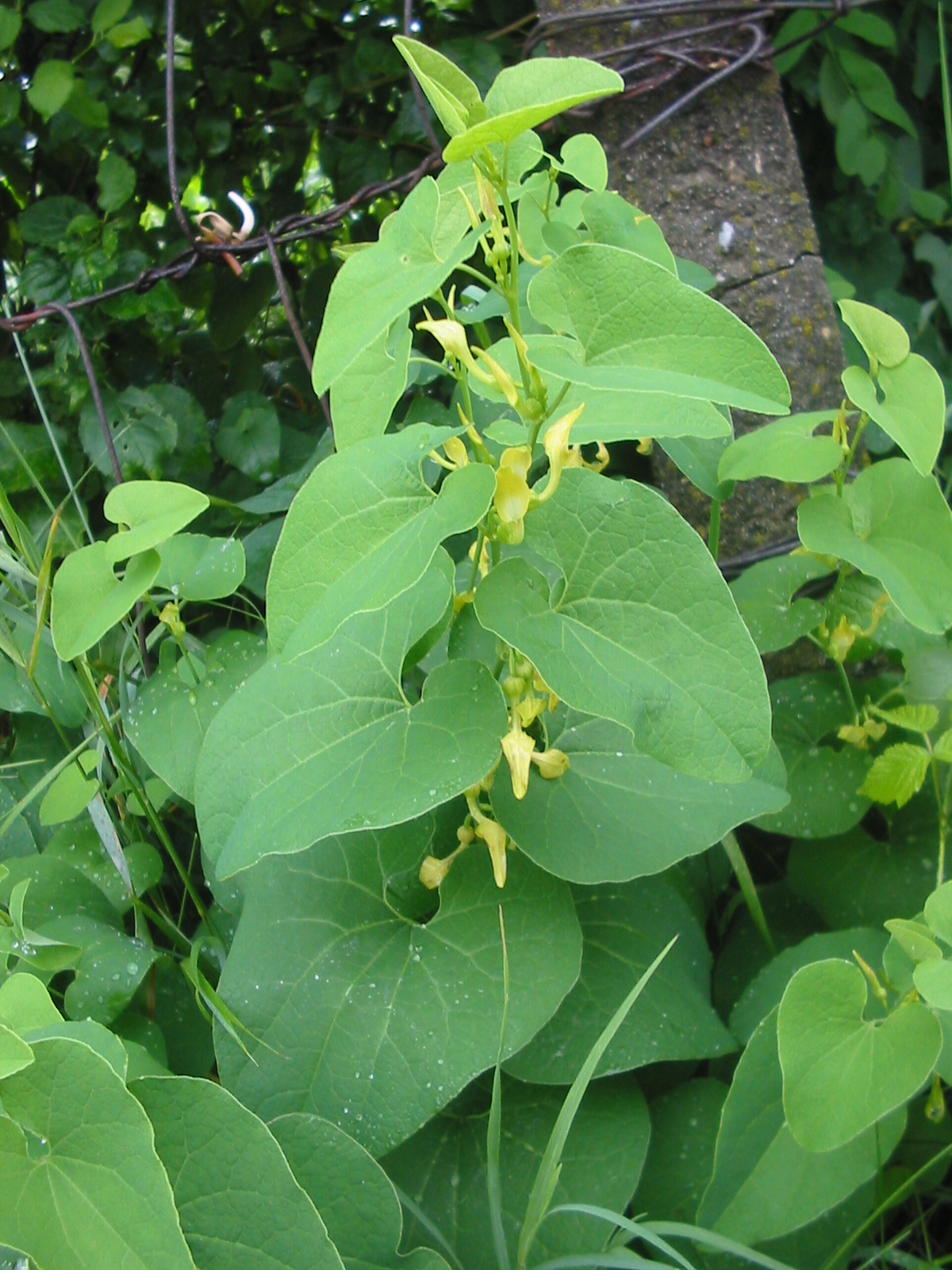
Фрондозная кисть у кирказона ломоносовиднного (Aristolochia clematitis)

## Зонтичная кисть

Если главная ось сжата, а цветоносные вторичные оси удлинены, то в результате образуется зонтикоподобная форма, называемая зонтиковидной или зонтичной кистью. Эта менее распространенная форма соцветия встречается, например, у птицемлечника зонтичного (Ornithogalum umbellatum L.), но только в несовершенной, терминальной форме часто у крестоцветных, таких как пастушья сумка или иберис. У пижмы цветки расположены в виде зонтичных соцветий.

Зонтичная метёлка и плейохазий имеют схожую зонтикоподобную форму.

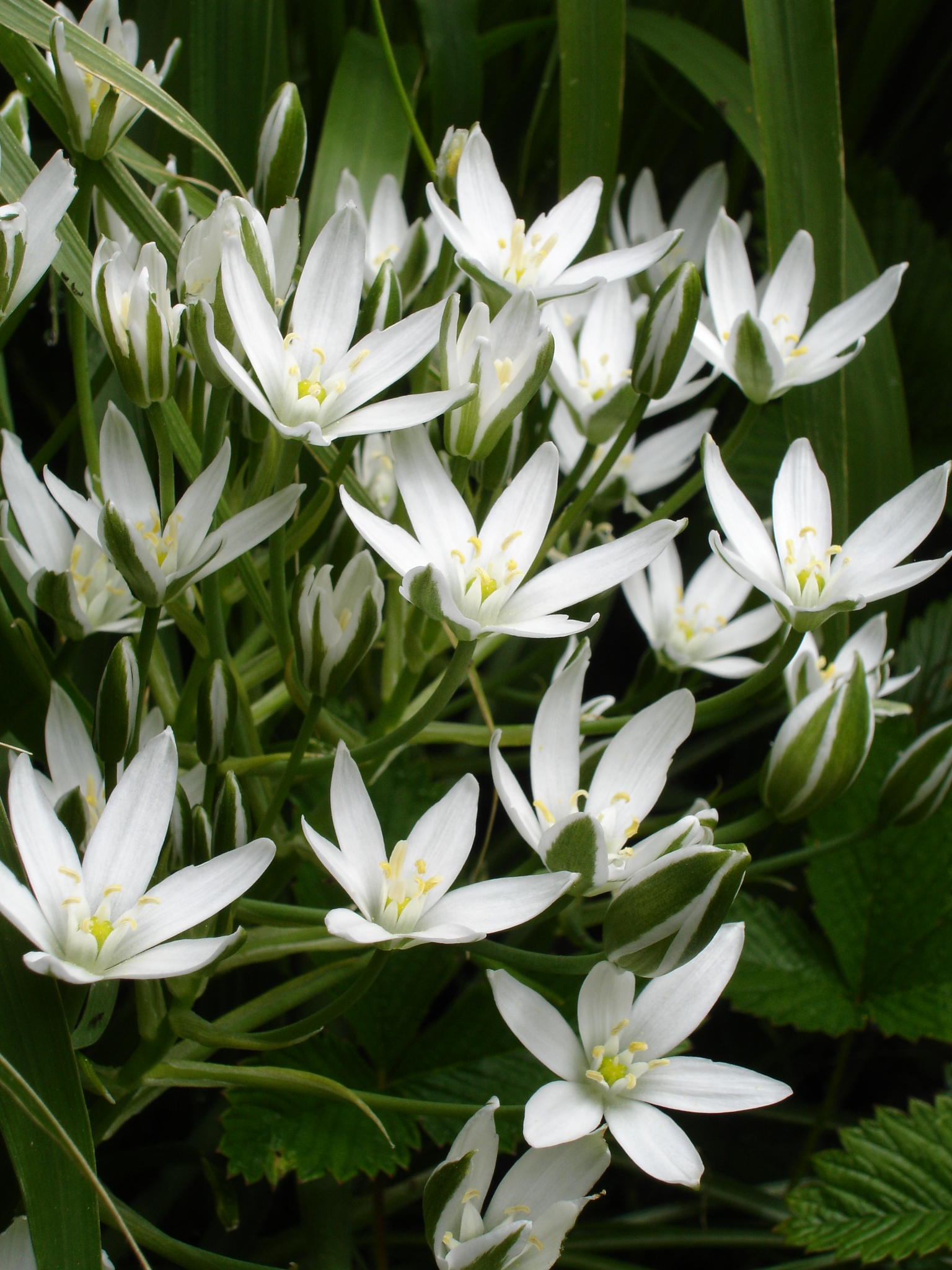
Птицемлечник зонтичный (Ornithogalum umbellatum L.)
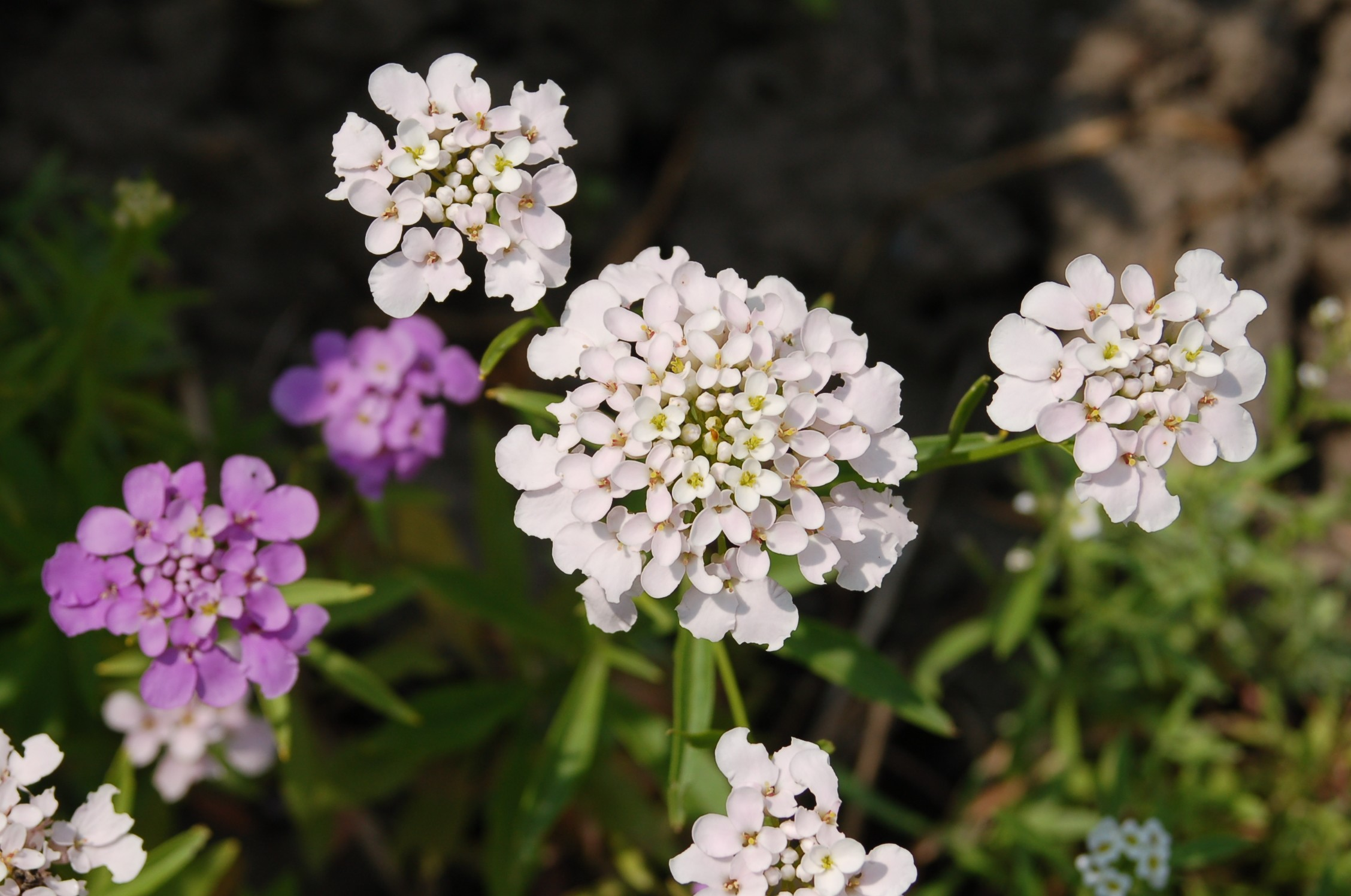
Иберис
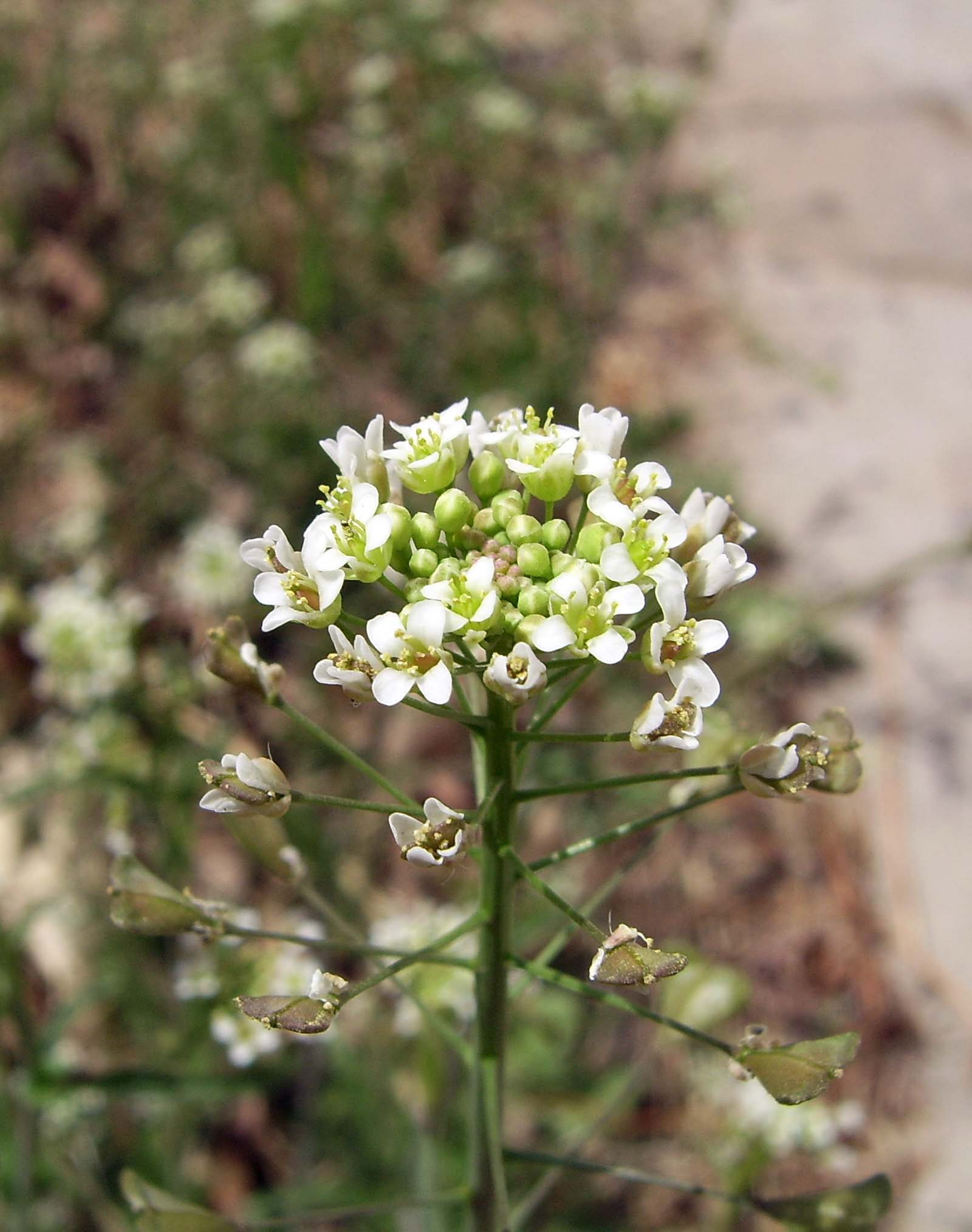
Пастушья сумка
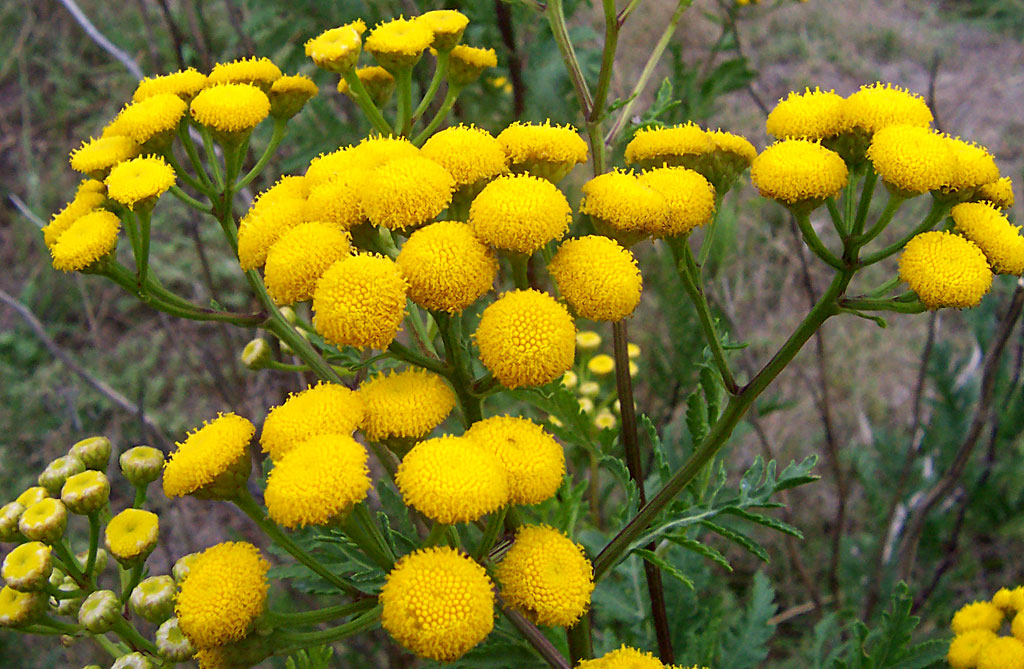
Пижма

## Сложные кисти
Сложные соцветия с длинной главной остью, на которой располагаются пазушные простые соцветия-кисти, называются сложными кистями. Такие соцветия характерны для растений из семейства Бобовые.
Если цветки кисти заменяются на кистевые соцветия, то получается двойная кисть или диботрий. Если это происходит только с боковыми цветками, то получается гомеотропная форма; если же главная ось также образует кисть, то получается гетеротропная форма. В неполных соцветиях также может происходить обмен цветками на частичные соцветия; возникает новый уровень ветвления, и говорят о тройной кисти или о триботриуме.

К двойным кистям близки сложные зонтики, свойственные растениям семейства Зонтичные, а также сложные колосья, характерные для злаков (пшеница, рожь, ячмень). В этих вариантах сложных соцветий парциальные простые соцветия получили наименование зонтичков и колосков.

Гомеотропная двойная кисть
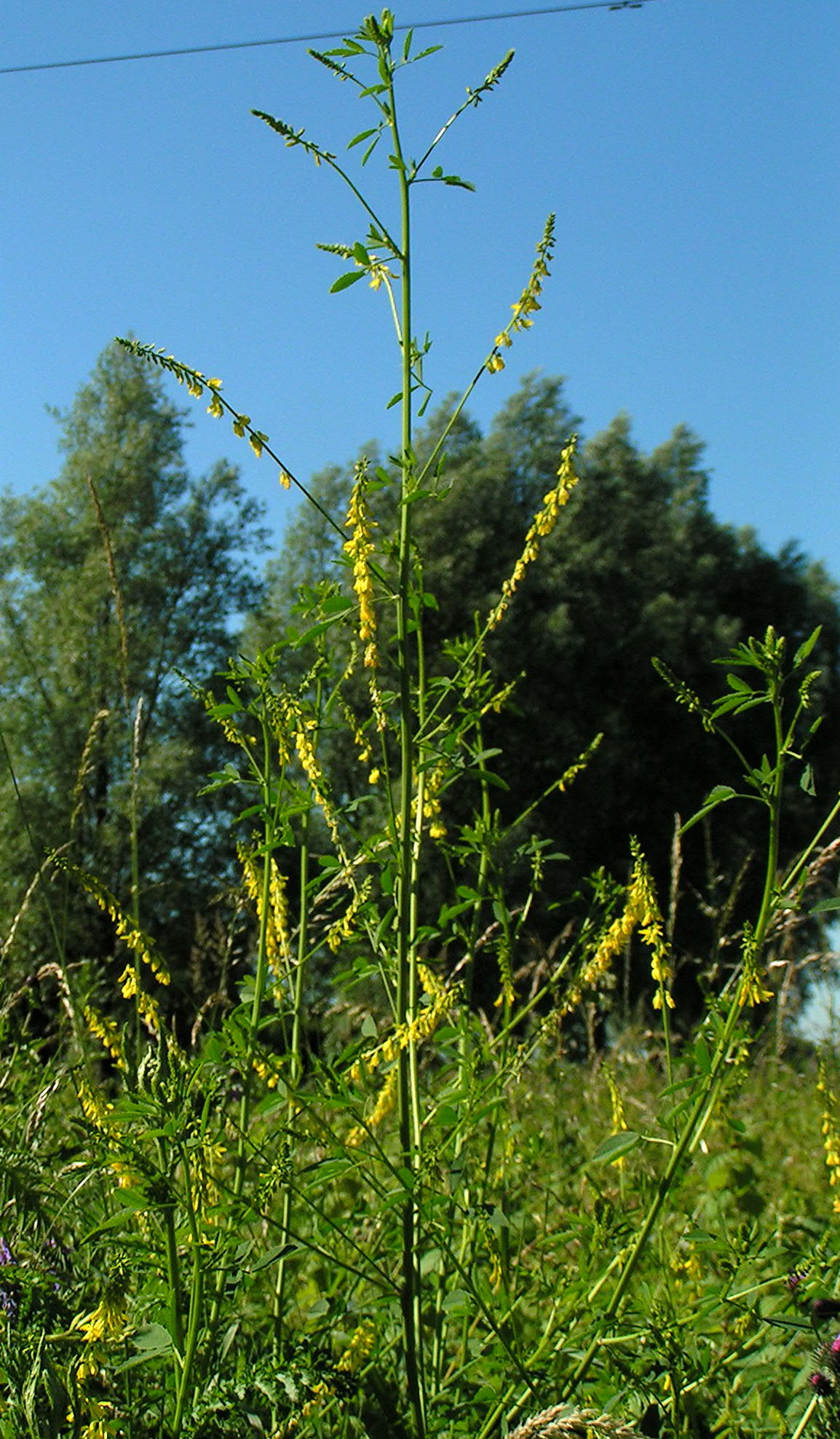
Жёлтый донник с гомеотропной двойной кистью
Гетеротропная двойная кисть
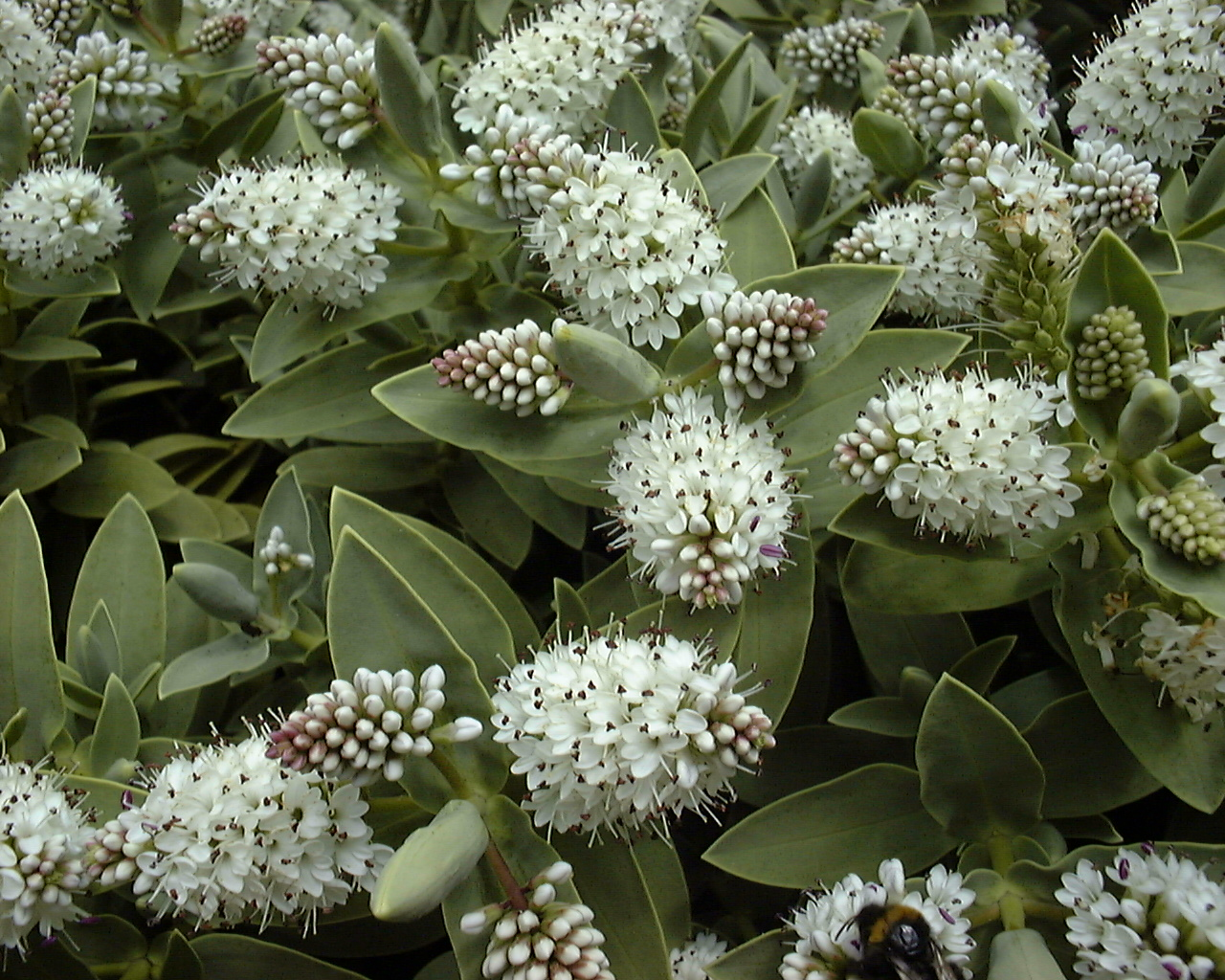
Хебе с гетеротезными двойными кистями